# Беркшир (Нью-Йорк)
Беркшир (англ. Berkshire) — місто (англ. town) в США, в окрузі Тайога штату Нью-Йорк. Населення — 1480 осіб (2020).

## Демографія
Згідно з переписом 2010 року, у місті мешкало 1412 осіб у 540 домогосподарствах у складі 411 родини. Було 585 помешкань
Расовий склад населення:
| - 98,0 % — білих - 0,6 % — азіатів - 0,5 % — чорних або афроамериканців - 0,1 % — корінних американців |

До двох чи більше рас належало 0,7 %. Частка іспаномовних становила 0,6 % від усіх жителів.
За віковим діапазоном населення розподілялося таким чином: 23,6 % — особи молодші 18 років, 61,8 % — особи у віці 18—64 років, 14,6 % — особи у віці 65 років та старші. Медіана віку мешканця становила 42,0 року. На 100 осіб жіночої статі у місті припадало 100,9 чоловіків;  на 100 жінок у віці від 18 років та старших — 103,6 чоловіків також старших 18 років.
Середній дохід на одне домашнє господарство  становив 73 831 долар США (медіана — 57 500), а середній дохід на одну сім'ю — 80 853 долари (медіана — 62 396). Медіана доходів становила 48 333 долари для чоловіків та 40 368 доларів для жінок. За межею бідності перебувало 13,8 % осіб, у тому числі 27,0 % дітей у віці до 18 років та 8,1 % осіб у віці 65 років та старших.
Цивільне працевлаштоване населення становило 540 осіб. Основні галузі зайнятості: освіта, охорона здоров'я та соціальна допомога — 29,8 %, роздрібна торгівля — 15,4 %, виробництво — 14,4 %.